# Claude Leblanc
Claude Leblanc, né le 7 avril 1964 à Bondy (Seine Saint-Denis), est un journaliste, auteur et enseignant français.

## Biographie
Diplômé de l’Institut national des langues et civilisations orientales, ses activités journalistiques commencent alors qu’il est encore étudiant. Bernard Béraud, ancien journaliste et fondateur de la maison d’éditions Ilyfunet, lui confie une rubrique sur le Japon dans le journal franco-japonais OVNI.
Après avoir été journaliste correspondant du Monde diplomatique et enseignant au Japon de 1990 à 1993, il entre à Courrier international où il occupe diverses fonctions dont celle de rédacteur en chef. Il y crée notamment le site Web du magazine (1995-1996). Il quitte l’entreprise en 2011 et rejoint Jeune Afrique en tant que rédacteur en chef jusqu’en 2013. Il participe en mai 2013 au lancement du quotidien L’Opinion fondé par Nicolas Beytout où, en tant que journaliste-éditorialiste, il couvre l’actualité asiatique. Il est aussi le fondateur du mensuel gratuit Zoom Japon.
Au cours de ces années, il a aussi tenu des chroniques dans l’Asahi Shimbun, le deuxième quotidien du Japon, sur l’actualité internationale et dans l’hebdomadaire italien Internazionale autour du sport et des relations internationales.
Parallèlement à ses activités rédactionnelles, il assure le cours « Regard sur l’Asie » à l’Université catholique de Lille. Il a aussi été chargé de cours pendant plusieurs années à l’université Paris-Diderot où il a donné un cours intitulé « Médias et pouvoir au Japon ».

## Publications
Ouvrages personnels
- Le Japoscope, éd. Ilyfunet, 1992-2003
- Ballon noir, avec Pierre Cherruau, éd. L'Écailler du Sud, 2006
- Le Japon vu du train, éd. Ilyfunet, 2012
- Le Japon vu du train, nouvelle édition, éd. Ilyfunet, 2014
- L’Engrenage, éd. Kommiku, 2015
- C’est pas ma faute, avec Irène Inchauspé, éd. Cerf, 2015
- Le Japoscope 2017 - Le Japon à l'heure des grands défis, éd. Ilyfunet, 2017
- Chine - Le grand paradoxe, avec Jean-Pierre Raffarin, éd. Michel Lafon, 2019
- Le Japon vu par Yamada Yôji, éd. Ilyfunet, 2021
- Ne sortons pas de l'Histoire, co-écrit avec Jean-Pierre Raffarin, éd. Michel Lafon, 2023
- La Révolution Garo 1945-2002, éd. IMHO, 2023
- Ishinomori Shôtarô - Il était une fois le Roi du manga, éd. IMHO, 2025

Collaborations
- L’Année internationale 1990, éd. Hachette, 1989
- Le Japon contemporain, éd. Fayard, 2007
- Mangapolis, Le Lézard noir, 2015
- Dictionnaire du cinéma japonais dans Le Coffret l’Age d’Or de cinéma japonais, Carlotta films, 2016